# Historia Insulana
A História Insulana, cujo título completo é História Insulana das Ilhas a Portugal Sujeytas no Oceano Occidental, é uma obra do padre António Cordeiro (S. J.).
Foi primeiramente publicada em Lisboa em 1717, sendo muito apreciada à época por todos aqueles que se interessavam pelas ilhas atlânticas Portuguesas.
A partir de 1873, com a publicação das "Saudades da Terra" de Gaspar Frutuoso, acompanhada de notas, a obra do padre Cordeiro passou a um plano secundário, devido a constituir-se num resumo, nem sempre isento de defeitos, do manuscrito de Frutuoso. Como observa o Dr. Álvaro Rodrigues de Azevedo no prefácio das "Saudades da Terra", a "História Insulana" constitui-se num resumo das "Saudades" e não vai além de 1591, ano em que Frutuoso faleceu, em que pese a "História Insulana" ter sido publicada em 1717.
A obra compõe-se de nove volumes, tratando:
- Vol. I - dos diversos povos que ocuparam a Lusitânia;
- Vol. II - das Canárias e de Cabo Verde;
- Vol. III - do Porto Santo e da Madeira;
- Vols. IV a IX - das ilhas dos Açores.

Esgotada de há muito e já bastante rara, fez-se uma segunda edição da obra em 1866, incluindo um aditamento intitulado "Algumas notas e adições á História Insulana do padre António Cordeiro na parte relativa á ilha da Madeira, por A. J. G. A.". Numa breve introdução, o anotador, referindo-se ao trabalho de Gaspar Frutuoso, comenta:
"(...) esta obra continha materiais reunidos sem crítica, amontoados de genealogias, em que era valente o seu autor, e lançados sem ordem, os quais exigiam um homem de outro pulso, e capaz de escrever uma história seguida e limpa dos muitos defeitos que porventura o mesmo Gaspar Frutuoso haveria evitado, se lhe sobejasse vida. Tal não era o padre Cordeiro! Ele não se deu a este trabalho, nem procurou verificar os factos relatados pelo seu antecessor; antes contentando-se de recopilá-los como Justino fizera à história de Trogo Pompeu, caiu nas mesmas faltas do seu original, e a Insulana está ainda bem longe de perfeição."
Pinheiro Chagas, no segundo volume da terceira edição da sua "História de Portugal", atribui incorrectamente estas notas ao escritor Guião. É certo, entretanto, que elas pertencem ao madeirense António Joaquim Gonçalves de Andrade, deão da Sé do Funchal, que residia em Lisboa à época da publicação desta segunda edição.
Em nossos dias, em que pese a influência do manuscrito de Frutuoso na redação da "História Insulana", reconhece-se que os dados demográficos de Frutuoso são nela atualizados, permitindo uma comparação da evolução dos mesmos no período pelos estudiosos.